# Gavião-papa-gafanhoto
O gavião-papa-gafanhoto, bútio-de-swainson ou bútio-das-pradarias (Buteo swainsoni) é uma ave Accipitriforme da família Accipitridae

## Características
Mede de 43 a 55 cm de comprimento. Trata-se de um gavião de grande porte, altamente polimórfico. O nome papa-gafanhoto faz referência à sua alimentação baseada em ortópteros.

## Alimentação
Quase não se alimenta durante o percurso de migração, tanto na ida como na volta; mas, nos locais de reprodução ou invernada na Argentina, consome grilos e gafanhotos, além de presas terrestres como roedores, mamíferos pequenos, répteis e também pássaros e morcegos, partindo de poleiros elevados para capturar suas presas.

## Reprodução
Nidifica na América do Norte.

## Hábitos
Habita em áreas abertas: campos, pastos, plantações e pradarias.

## Distribuição Geográfica
Nidifica nas pradarias do centro-oeste da América do Norte, migrando durante o inverno boreal entre outubro e março para o verão da América do Sul, do sul do Trópico de Capricórnio até a Argentina. Pode aparecer em qualquer parte do Brasil como vagante em sua rota migratória, havendo predominância de indivíduos com plumagem juvenil.